# アローズ (芸能事務所)
アローズ（英文名称:ARROWS）は、かつて東京都新宿区に拠点を置いていた芸能プロダクション。

## 概要
主にAV女優のマネジメントを手掛けていた。
Japan production guild（日本プロダクション協会）加盟プロダクション。
2020年4月1日よりオールグループの1社となる。
2024年Alp（オールプロ）解散に伴いアローズも解散。

## 過去の主な所属モデル
- 秋吉花音
- 天川そら
- 天野美優
- 有栖るる
- 有原あゆみ
- 今井夏帆
- 乙葉カレン
- 雅子りな
- 河東実里[3]
- 君色華奈
- 椎葉みくる
- 黒木逢夢
- 篠崎かんな
- 涼川絢音
- 滝川恵理
- 武田エレナ（夏目みらい）
- 玉木くるみ
- 月野こころ（羽月都花沙）
- 月野かすみ
- 月宮こはる
- 朝長ゆき
- 夏希みなみ
- 七嶋舞
- 新田みれい
- 橋本ありな
- 長谷川モニカ
- 広瀬なるみ[4]
- 星川凛々花（百瀬凛花）
- 前田えま
- ましろあい
- 松本いちか
- 三浦歩美（愛弓りょう）
- 美島由紀
- 雅さやか（香椎りあ）
- 森本つぐみ
- 柚月ひまわり
- 宮村ななこ
- 深田結梨
- 寺田ここの